# Gastroskopie

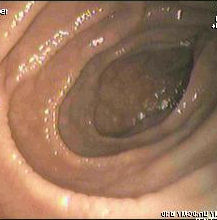
Blick in das Duodenum eines Patienten mit Zöliakie

Die Gastroskopie (von altgriechisch γαστήρ gastēr „Magen“ und -skopie) oder Magenspiegelung, auch Ösophago-Gastro-Duodenoskopie (ÖGD) genannt, ist eine medizinische Untersuchungsmethode des oberen Teils des Verdauungstrakts.
Mithilfe der Gastroskopie ist es möglich, das Innere der Speiseröhre (Ösophagus), des Magens (Gaster) und des Zwölffingerdarms (Duodenum) anzusehen. Dabei lassen sich kleine Gewebeproben (Biopsien) aus der Schleimhaut für mikroskopische Untersuchungen entnehmen und zusätzlich Fremdkörper, größere Gewebebereiche oder Polypen per Schlinge entfernen. Liegt eine Verengung (Stenose) vor, kann sie mittels Argon-Laser- oder Elektrokoagulation eröffnet werden.
Blutungen aus Magengeschwüren, aus Erosionen, beim Mallory-Weiss-Syndrom können durch Unterspritzung gestillt werden oder indem das blutende Gefäß mit einem Clip abgeklemmt wird. Blutungen aus Ösophagusvarizen können oft mit einer Gummibandligatur gestoppt werden, solche aus Gefäßmissbildungen mittels einer Koagulation mit Strom.
Für die Untersuchung verwendet man ein spezielles Endoskop, das Gastroskop, durch dessen beweglichen Schlauch der Arzt mithilfe einer Glasfaseroptik hindurchsehen kann. Während ältere Geräte mit einer Optik versehen waren, in die der Arzt direkt hineinschaute, ist der Standard heute eine Videooptik, die die Bilder auf einen Monitor überträgt und auf einem Speichermedium speichert.
Eine Gastroskopie empfiehlt sich bei anhaltenden Oberbauchbeschwerden, wiederkehrendem Sodbrennen, Schluckbeschwerden, unklaren Durchfällen und bei Verdacht auf ein Magengeschwür oder Magenkarzinom. Je nach Befund können regelmäßige Kontrollgastroskopien erforderlich sein. Bei plötzlich auftretenden Blutungen aus Magen, Speiseröhre oder Zwölffingerdarm ist eine Notfallgastroskopie zum Aufsuchen und Stillen der Blutungsquelle oft lebensrettend. Blutungsquellen sind meist Magengeschwüre, die durch Unterspritzen mit Medikamenten, Clip- oder Klebetechnik zum Stillstand gebracht werden. Besonders lebensbedrohlich sind Blutungen aus Ösophagusvarizen bei Patienten mit einer Leberzirrhose.
Mittlerweile können solche Untersuchungen auch durch die Nase (transnasal) stattfinden. Hierbei wird ein sehr dünner Schlauch nicht durch den Mund, sondern durch die Nase geführt. Untersuchungen zeigen, dass die meisten Untersuchten das angenehmer fanden als den Zugang durch den Mund. Allerdings ist mit dem dünnen Gerät die Passage durch den Magenpförtner (Pylorus) schwieriger, sodass sich der Zwölffingerdarm nicht so häufig darstellen lässt.

## Geschichte
Schon 1806 hatte der Frankfurter Philipp Bozzini einen Lichtleiter mit Spiegel- und Röhrensystem und einfacher Kerze zur Inspektion von Körperhöhlen vorgestellt, der als Urtyp der weitverzweigten Endoskopiefamilie gilt.
Die Gastroskopie wurde von dem Chirurgen Johann Freiherr von Mikulicz-Radecki und Viktor von Hacker mit Hilfe des Instrumentenbauers Josef Leiter im Jahr 1881 mit der Konstruktion des ersten zu diesem Zweck brauchbaren Instruments begründet. Diese ersten Gastroskope waren starre Geräte mit einer Lichtquelle aus einem wassergekühlten Platindraht, der von einer Batterie zum Glühen gebracht wurde. Carl Anton Ewald berichtete (zeitgleich mit Leopold Oser, Wien) über die Anwendung des weichen (Gummi-)Magenschlauches und schaffte damit eine einfache Methode zur systematischen Untersuchung der Magensekretion und des Mageninhaltes. Die nächste Generation an halbflexiblen Geräten wurde 1928 bis 1932 von Rudolf Schindler, der bereits 1923 den Wert der Gastroskopie für die Diagnose von entzündlichen Veränderungen der Magenschleimhaut betont hatte, gemeinsam mit dem Berliner Konstrukteur Georg Wolf entwickelt und eingeführt. Das semiflexible Gerät war bis Ende der 1950er Jahre ein Standardinstrument der Gastroskopie.
Der erste Gastroskopie-Atlas wurde ebenfalls von Rudolf Schindler 1923 veröffentlicht.

## Untersuchung
Etwa sechs Stunden vor der Untersuchung darf die zu untersuchende Person nichts essen und nichts trinken. Der Untersuchung geht ein Aufklärungsgespräch voraus. Für die Untersuchung wird der Rachen örtlich betäubt, zum Beispiel mit Lidocain-Spray, um den Würgereiz zu mindern. Ängstliche Patienten werden medikamentös vorbereitet: Sie erhalten vor der Untersuchung ein Beruhigungsmittel wie Midazolam und werden danach mit einem Medikament wie Propofol kurzzeitig narkotisiert. Nach einer solchen Sedierung müssen die Patienten ein bis zwei Stunden liegen bleiben. Noch Stunden danach dürfen sie nicht aktiv am Straßenverkehr teilnehmen. Bis die Betäubung komplett abgeklungen ist, besteht das Risiko, beim Essen und Trinken Partikel in die Lunge einzuatmen (Aspiration).
Der Patient liegt für die Untersuchung auf der linken Seite mit dem Kopf auf einem Kissen. Ein Mundstück zwischen den Zähnen des Patienten verhindert, dass er auf das Endoskop beißt. Während der Untersuchung kann der Patient nicht schlucken. Dies ist für die meisten Patienten erträglich. Das Endoskop wird über die Zunge (oder durch die Nase) in den Rachen und von dort unter visueller Beobachtung in die Speiseröhre eingeführt. Das Instrument wird schrittweise die Speiseröhre hinabgeführt, wobei krankhafte Veränderungen vermerkt werden. Das Gerät wird nun durch den Magen und den Magenpförtner (Pylorus) bis in den zweiten Abschnitt des Zwölffingerdarms vorgeschoben. Zur Dehnung der Organe werden sie mit Luft aufgepumpt. Dann wird das Endoskop zurückgezogen und Magenboden und Magenwand gründlich untersucht. Dabei wird das Endoskop auch durch ein sogenanntes J-Manöver an der Spitze in J-Form gebracht und die Einmündung der Speiseröhre magenseitig betrachtet. Zum Schluss wird die Luft abgesaugt und das Endoskop aus dem Patienten gezogen.

## Komplikationen
Gravierende Komplikationen treten bei einer Gastroskopie selten oder sehr selten auf. Am häufigsten sind Herz-Kreislauf-Probleme als Reaktionen auf Sedativa und Analgetika, weiterhin können Lungenentzündungen durch Aspiration, Perforationen und Blutungen nach Biopsien oder Abtragung von Polypen auftreten. Heiserkeit und Halsschmerzen können durch Reizung des Kehlkopfes auftreten. Bei dem Eingriff besteht das geringe Risiko eines Magendurchbruchs durch Verletzung der Magenwand. Durch die Sedierung kann es zu einer Ateminsuffizienz bis zum Atemstillstand kommen. Das macht die Gabe von Sauerstoff, antagonisierenden Medikamenten oder sehr selten auch eine kurzzeitige Beatmung erforderlich. Mit einer konsequenten Überwachung, mindestens durch Pulsoxymetrie, können ernsthafte Probleme jedoch praktisch vollständig vermieden werden.